# Fjodor II av Ryssland
Fjodor II (ry. Фёдор II Борисович), född 1589, död 20 juli 1605, var tsar av Ryssland 13 april 1605–20 juli 1605.

## Biografi
Fjodor II  föddes i Moskva 1589 som son till Boris Godunov och Maria Grigorievna Skuratova-Belskaja, en dotter till Maljuta Skuratov.
Som son och efterträdare till Boris Godunov, som var Rysslands starke man vid den tidpunkten, hade han fått den bästa utbildningen och övningen i politiska göromål. När fadern dog var Fjodor bara 16 år gammal men hade redan framställt den första kartan över Ryssland som ritats av en infödd.
Den 1 juli kom ett sändebud från ”den falske Dimitrij” till Moskva och krävde tronen för dennes räkning. Fjodor fick inte stöd av sin omgivning. En grupp bojarer tog kontroll över Kreml och fängslade Fjodor. Den 20 juli samma år blev han mördad vid sin bostad i Kreml tillsammans med sin mor. Officiellt dog han av förgiftning, men enligt det svenska sändebudet Petrus Petrejus visade Fjodors kropp spår av våldsam kamp. Det ska ha krävts fyra man för att övermanna den sextonårige tsaren.

## Galleri

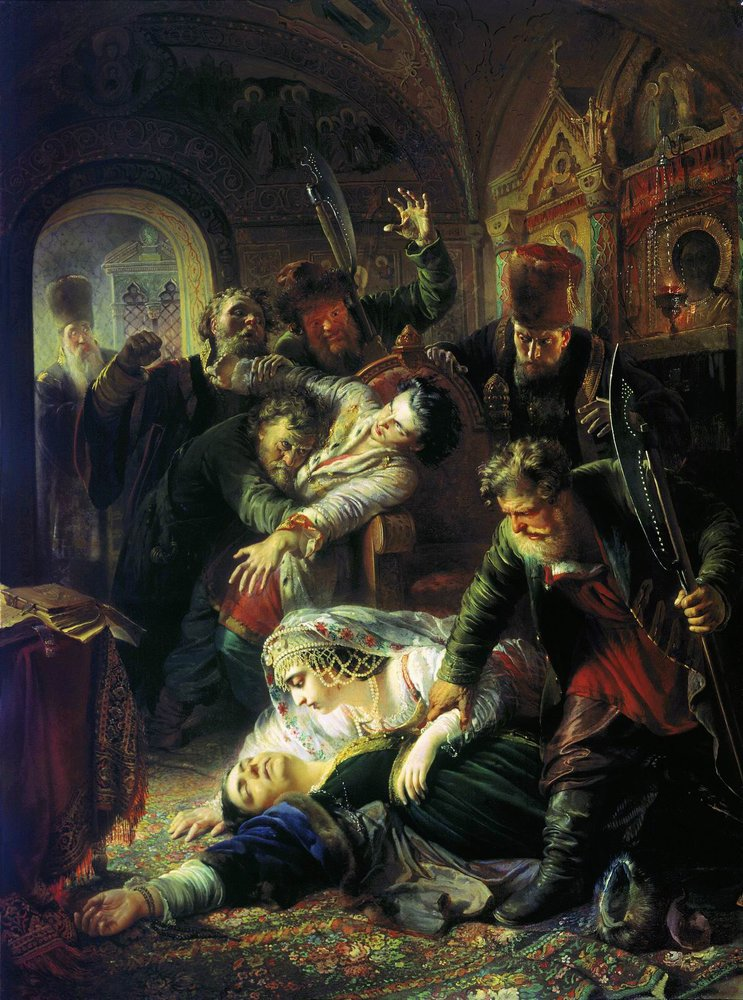
Mordet på Fjodor II av Ryssland och Maria Grigorievna Skuratova-Belskaja, av Konstantin Makovskij (1862).